# Maruia River
Der Maruia River ist ein Fluss in der Region Tasman auf der Südinsel von Neuseeland.

## Geographie
Der Maruia River entsteht durch den Zusammenfluss des Maruia River Left Branch und des Maruia River Right Branch, rund 2,5 km westnordwestlich des 907 m hohen Lewis Pass. Von dort bewegt sich der Fluss parallel zum New Zealand State Highway 7 rund 13,5 km westwärts, bis beide sich kurz vor der Engstelle The Sluice Box trennen und der Maruia River in Richtung Norden weiter fließt. Nun wird der New Zealand State Highway 65 sein Begleiter und verlässt den Fluss lediglich für einige Kilometer für die Umgehung des 1315 m höhen Mount Rutland. Nach insgesamt 92 Flusskilometer mündet der Maruia River schließlich rund 5,5 km westlich der Four River Plain und rund 9,5 km westlich des Ortes Murchison in den  Buller River.

### Quellflüsse
- Maruia River Left Branch, 5,3 km, Quelle: 42° 20′ 8″ S, 172° 24′ 7″ O süd des östlichen Endes der Freyberg Range
- Maruia River Right Branch, 16 km, Quelle: Bergsee 42° 20′ 8″ S, 172° 24′ 7″ O in den Spenser Mountains

## Thermalquellen
Rund 3 km westlich der Entstehung des Maruia River befinden sich an seinem südlichen Uferbereich Thermalquellen und der um sie herum entstandene Badeort Maruia Springs.

## Maruia Falls
Im unteren Flussverlauf des Maruia River, rund 9 km südwestlich von Murchison, sind die Maruia Falls zu finden. Diese entstanden 1929 durch ein Erdbeben, das den Unterlauf des Flusses hier um einen Meter absenkte. Durch Erosion verursacht besitzt der Wasserfall heute eine Fallhöhe von rund 10 m.